# Chorthippus cavilosus
Chorthippus cavilosus är en insektsart som beskrevs av Leo L. Mishchenko 1951. Chorthippus cavilosus ingår i släktet Chorthippus och familjen gräshoppor.

## Underarter
Arten delas in i följande underarter:
- C. c. cavilosus
- C. c. ornatus